# Pedro Teixeira (Fussballspieler)
Daniel Pedro Martinho Teixeira (* 7. September 1998 in Neuenburg) ist ein schweizerisch-portugiesischer Fussballspieler, der beim FC Chiasso in der Promotion League unter Vertrag steht.

## Karriere

### Verein
Seine Jugend verbrachte Teixeira grösstenteils in der Jugendabteilung von Neuchâtel Xamax. In der Saison 2016/17 wechselte er vom U18-Team der «Fondation Gilbert Facchinetti» in die erste Mannschaft und unterzeichnete seinen ersten Profivertrag über zwei Jahre. Sein Debüt in der zweitklassigen Challenge League gab er am zweiten Spieltag am 29. Juli 2017 beim Auswärtsspiel gegen den FC Wohlen (0:0). Teixeira wurde in der Nachspielzeit der zweiten Hälfte für Max Veloso eingewechselt. Am dritten Spieltag gegen den FC Wil (3:2) erzielte er bereits seine ersten Treffer. Bis zum Ende der Saison brachte er es auf 24 Einsätze, in denen ihm 7 Treffer gelangen. 
Nach drei weiteren Spielen für Xamax in der zweithöchsten Schweizer Spielklasse wechselte Teixeira im Sommer 2017 zum BSC Young Boys in die Super League, bei dem er einen Vierjahresvertrag bis Sommer 2021 unterzeichnete. Zu seinem ersten Einsatz für die Berner kam er in der zweiten Runde des Schweizer Cups gegen den BSC Old Boys Basel (4:0). Neben einem Einsatz in der UEFA Europa League im letzten Gruppenspiel gegen KF Skënderbeu Korça (2:1) und einem weiteren Einsatz im Schweizer Cup, spielte Teixeira zehnmal für die zweite Mannschaft der Young Boys in der 1. Liga und erzielte dabei sechs Tore. Die Mannschaft spielte bis zum Schluss um den Aufstieg in die Promotion League, scheiterte jedoch in der Zwischenrunde der Aufstiegsspiele am FC Red Star Zürich. In der folgenden Spielzeit 2018/19 kam er viermal für die Reserve der Berner zum Einsatz, wobei er einmal traf. Anfang 2019 schloss er sich auf Leihbasis dem FC Rapperswil-Jona in der Challenge League an. Bis Saisonende absolvierte er 15 Partien in der zweithöchsten Schweizer Spielklasse, in denen der Mittelfeldspieler dreimal traf. Im Sommer 2019 kehrte er zum BSC Young Boys zurück. Nach zwei weiteren Spielen für die zweite Mannschaft, in denen er ein Tor schoss, wurde er im September 2019 an den Zweitligisten SC Kriens verliehen. In Kriens fungierte er meist als Einwechselspieler und bestritt bis zum Ende der Saison 21 Spiele in der Challenge League. Nach Leihende wechselte er im Sommer 2020 fest zu seinem Jugendverein Neuchâtel Xamax. Bei Xamax kam er zu 15 Partien als Einwechselspieler, bevor er in der Rückrunde nicht mehr eingesetzt wurde. Im Sommer 2021 unterschrieb er einen Vertrag beim FC Chiasso in der drittklassigen Promotion League. 2022 wechselte er zum FC Biel-Bienne und 2023 zum FC Bulle. Seit Mitte 2024 ist er vereinslos.

### Nationalmannschaft
Pedro Teixeira absolvierte insgesamt sieben Spiele für die Junioren-Nationalmannschaften der Schweiz. Am 1. September 2016 absolvierte er gegen die Slowakei sein einziges Länderspiel für die Schweizer U-19-Nationalmannschaft. Im Jahr darauf bestritt er sechs Spiele für die U-20-Nationalmannschaft.